# هیلدا اسمیت (ژیمناست)
هیلدا اسمیت (انگلیسی: Hilda Smith; ۳۰ سپتامبر ۱۹۰۹ – ۲۲ ژانویهٔ ۱۹۹۵) ژیمناست هنری زن اهل بریتانیا بود.